# Fekete üröm
A fekete üröm (Artemisia vulgaris) az őszirózsafélék (Asteraceae) családjába tartozó évelő növényfaj.

## Megjelenése
60–160 cm magas, bokrosodó növény. Szára elágazó, barna színű, fásodó, függőleges enyhe bordázattal, kopasz vagy finoman molyhos. Levelek ülők, két-háromszorosan szárnyasan szeldeltek, sötétzöldek, színükön kopaszak, fonákjukon fehéren molyhosak. A levélszeletek és -karéjok lándzsásak, fűrészes szélűek.
Virágai sárgásak, vörösesbarnásak lehetnek. A fészkek bókolók, füzéres fürtöt alkotnak. A csöves virágokból álló fészek 3–4 mm átmérőjű, a vacok kopasz, a nyelves virágok hiányoznak. A fészekpikkelyek változatosak, közepük sötétebb. Áltermése barnás, csíkozott, bóbita nélküli kaszat. Magjai világosbarnák.

## Élőhely
Európában és Észak-Afrikában a legelterjedtebb. Magyarországon gyakori gyomnövény az útszéli és szántóföldi, félszáraz vagy üde gyomtársulásokban, gyakran vízpartokon. Gyógy- és fűszernövényként is felhasználják. Népies nevei: anyafű, közönséges üröm, mátrafű, taplóüröm, veres üröm.
Fűszerként virágzó hajtásának felső, legfeljebb 40 cm hosszú részét (esetleg a gyökerét) gyűjtik.
A majdnem mindenhol előforduló növény virágzó hajtását (Artemisiae herba) sültek készítésénél használják a majoránna pótlására. Illóolajat, keserűanyagot, gyantát tartalmaz.
Virágpora az arra érzékenyekből allergén reakciót vált ki.

## Felhasználása

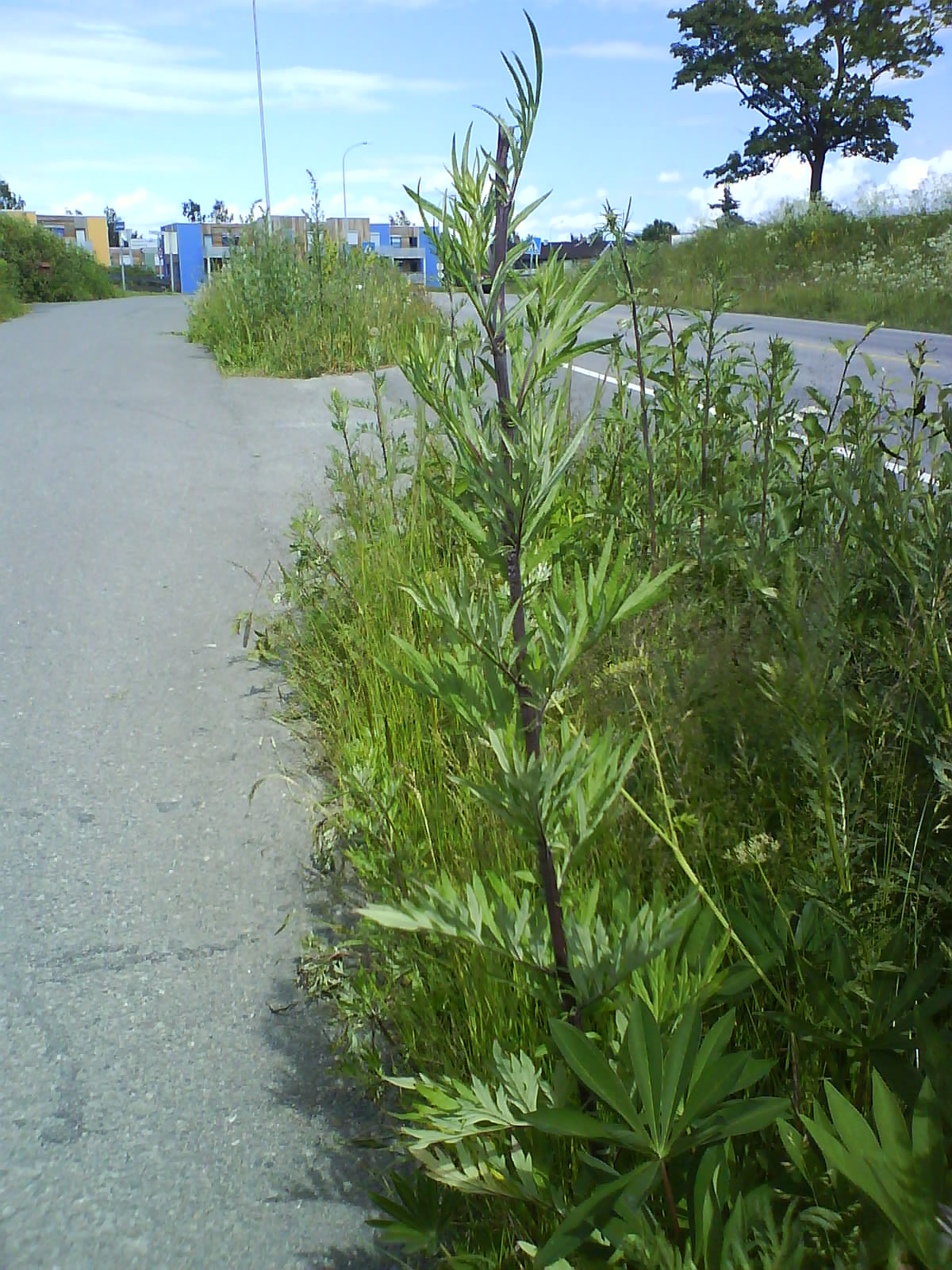
Bárhol megél. Jobbra lent csillagfürt (Lupinus) levelei.

A fekete üröm illóolajában tujon található, ami nagy mennyiségben vagy hosszas fogyasztás esetén mérgező. Mivel a növény igen kevés illóolajat tartalmaz, általában biztonságosnak tekintik. Ennek ellenére terhesség alatt nem javasolt nagyobb mennyiségű fekete ürmöt fogyasztani. A növényt a történelem során sokszor használták konyhában, gyógyászatban és füstölőként.
Bár a magyar importőrök gyakran tévesen az abszint összetevőjeként tüntetik fel, az italok eredeti címkéjén soha nem szerepel. A fekete üröm az 1920-as években – az akkoriban betiltott abszint helyett – elterjedő italoknak és utódjaiknak volt gyakori összetevője, például a pastisnak.

### Középkor
A középkorban a fekete ürmöt mágikus oltalmazó növényként ismerték. A kertekben rovarok – főleg molyok – távoltartását szolgálta. Ősidők óta használták fáradtság ellen, az utazók pedig gonosz szellemek és vadállatok ellen védekeztek vele. A római katonák fekete ürmöt tettek a szandáljaikba, hogy meneteléskor ne fáradjon el a lábuk. A fekete üröm egyike annak a kilenc fűnek is, melyet a 10. században a Lacnunga (Orvosságok) nevű gyűjteményben található „Kilenc fű bűbájában” segítségül hívtak a pogány angolszászok.

### Konyhában

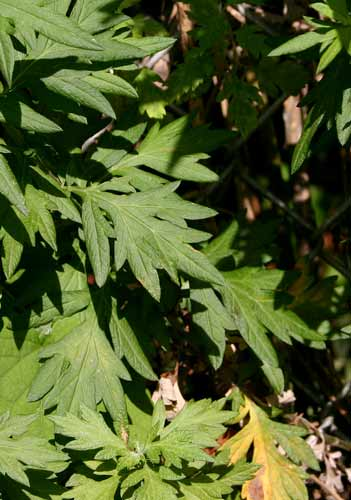
Fekete üröm az érett növényre jellemző hegyes levelekkel

A július és szeptember közötti virágzást megelőzően leszedett leveleket és hajtásokat kesernyés ízük miatt használták zsírosabb szárnyasok (liba, kacsa), disznó-, vaddisznósültek, valamint káposzta- és gombaételek ízesítésére. Emésztést segítő hatása miatt a nehezen emészthető ételek általános fűszere.
A sör ízesítésére is használták a komló elterjedése előtt, vagy komló helyett.

### Gyógyászatban
A fekete üröm különböző illóolajokat tartalmaz (például cineolt, tujont, flavonoidokat, triterpéneket és kumarinszármazékokat). Bélféregűzőként is használták, ezért időnként összetévesztik a fehér ürömmel. Az ájurvédában szívpanaszok, nyugtalanság, rosszullét és rossz közérzet ellen alkalmazzák.
Főzetét népgyógyászatban még vitustánc, epilepszia és hisztéria ellen használják.
Legújabb szabályozások szerint, emberi alkalmazása tilos, de korlátozással a hajtás használható, ha tujon tartalma kisebb, mint 6 mg a napi adagban, a késztermékre vonatkozóan.

## Fordítás
Ez a szócikk részben vagy egészben az Artemisia vulgaris című angol Wikipédia-szócikk fordításán alapul.  Az eredeti cikk szerkesztőit annak laptörténete sorolja fel. Ez a jelzés csupán a megfogalmazás eredetét és a szerzői jogokat jelzi, nem szolgál a cikkben szereplő információk forrásmegjelöléseként.